# Krásna Lúka
Krásna Lúka é um município da Eslováquia, situado no distrito de Sabinov, na região de Prešov. Tem 11,03 km² de área e sua população em 2018 foi estimada em 672 habitantes.

## Demografia
| Ano:        | 1994 | 2004   | 2014   | 2024   |
| ----------- | ---- | ------ | ------ | ------ |
| Broj ljudi: | 692  | 743    | 705    | 647    |
| Razlika:    |      | +7,36% | -5,11% | -8,22% |

| Ano:               | 2023 | 2024   |
| ------------------ | ---- | ------ |
| Número de pessoas: | 640  | 647    |
| Diferença:         |      | +1,09% |